# Cucumericrus
Cucumericrus is een geslacht van vermeende uitgestorven radiodonten, dat bekend is van een paar slecht bewaarde exemplaren. 
De typesoort is Cucumericrus decoratus. De geslachtsnaam is een combinatie van het Latijn cucumis, 'komkommer', en crus, 'been'. De soortaanduiding is afgeleid van het Latijn decorus, 'fraai', een verwijzing naar de verfraaiende rimpels.
Het holotype is NIGPAS 115352, een serie rompaanhangsels van de rechterzijde.
Alleen fragmenten van de cuticula van de romp en de bijbehorende aanhangsels waren blootgelegd, terwijl belangrijke radiodonte kenmerken zoals frontale aanhangsels bij deze soort onbekend zijn. De cuticula van de romp heeft onregelmatige rimpels en kan tijdens het leven zacht zijn geweest. Elk van de rompaanhangsels bestaat uit een dorsaal flapachtig element en een ventrale stompe poot, structureel vergelijkbaar met de rompaanhangsels van kieuwlobopoden (dorsale flappen en ventrale lobopoden) en euarthropode gesplitste aanhangsels (flapachtige exopode en ledemaatachtige endopode). De poten zijn geïnterpreteerd als liggend ergens tussen geringde lobopodenpoten en gesegmenteerde geleedpotige poten.